# Андроник Синадин
Андроник Синадин (на гръцки: Ανδρόνικος Συναδηνός) е византийски аристократ, военачалник, администратор и дипломат от средата на XII век, приближен на император Мануил I Комнин. Заема важни светски длъжности в Драч и Кипър и се издига до стратег на Ниш. Има важен принос за сключването на мира с Унгария от 1156 г.
За произхода и живота на Андроник Синадин се знае малко, въпреки че фамилията му е доста известна по това време. Основната информация за него се съдържа в едно надгробно стихотворение, написано за него от Йоан Кинам и съхранено в един гръцки ръкопис в Библиотека „Марчана“ (Cod. Marciano gr. no. 524, fol. 107). В него се съобщава, че Андроник е бил женен за Зоя Комнина Ангелина – първа братовчедка на император Мануил I Комнини, която е и внучка на император Алексий I Комнин от дъщеря му Теодора. От Зоя Андроник имал деца, едно от които починало рано.
Част от близкия кръг на императора, Андронин се издига до високи светски и военни длъжности в Драч и на остров Кипър. Става стратег на Ниш и взема участие в мирните преговори с унгарците, довели до сключване на мира от 1156 г.
През 1158 г. Андроник Синадин е част от свитата, която придружава племенницата на императора Теодора до Тир, където се състояла сватбата ѝ с йерусалимския крал Балдуин III.
Накрая Синадин е назначен за управител на Трапезунд, където успява да се справи с много проблеми. Там Андроник Синадин заболява и умира на път за дома, приемайки малко преди това монашество и името Атанасий.